# One Churchill Place

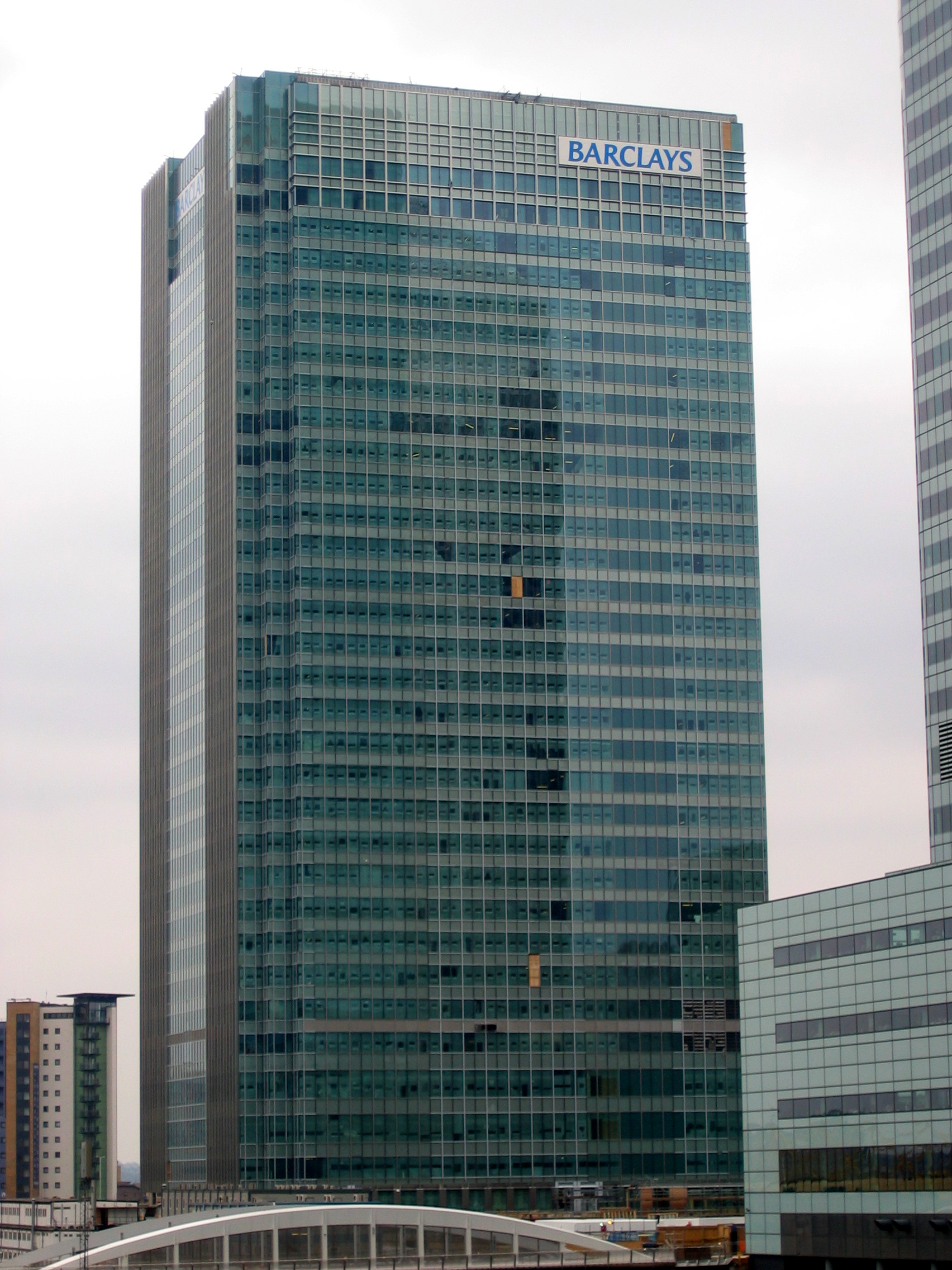

One Churchill Place é um arranha-céu de 156 metros (513 pés) de altura edificado no Canary Wharf em Londres como sede do Barclays. Desenvolvido por Canary Wharf Group, foi concluído em 2004.